# Polytrichum
Polytrichum es un género de musgos, comúnmente llamado musgo de pelo, que contiene aproximadamente 70 especies que cubren una distribución cosmopolita. (Los nombres vernáculos menos comunes incluyen trigo de ave y trigo de paloma).
El género Polytrichum tiene una serie de caracteres esporofíticos estrechamente relacionados. El nombre científico se deriva de las palabras griegas antiguas polys, que significa "muchos", y thrix, que significa "cabello". Este nombre se usó en la antigüedad para referirse a plantas con partes finas como vello, incluidos los musgos, pero esta aplicación se refiere específicamente a las caliptras peludas que se encuentran en los esporofitos jóvenes. Hay dos secciones principales de especies de Polytrichum. La primera sección, Polytrichum, tiene márgenes foliares estrechos, dentados y relativamente erectos. La otra sección, Juniperifolia, tiene márgenes de las hojas anchas, enteras y fuertemente inflexas que encierran a las laminillas en la superficie superior de la hoja.

## Aspecto
Con una apariencia distintiva, Polytrichum toma su nombre de los pelos que lo cubren, la caliptra donde se guarda cada caja de esporas (1). Mirando hacia abajo,  tiene una apariencia en forma de estrella debido a las hojas puntiagudas dispuestas en espiral en ángulos rectos alrededor de un tallo rígido (3). Al igual que otros musgos, generalmente es de color verde oscuro y no crece muy alto. No tiene tejido leñoso, por lo que solo crece de 4 a 20 cm de altura (2). Creciendo como una exuberante alfombra verde, el promedio de vida de este musgo es de tres a cinco años, aunque se han registrado diez, e incluso muerto, el musgo permanece intacto, y es lo que constituye la parte inferior de este organismo.

## Fisiología
Los musgos del género Polytrichum son endohídricos, lo que significa que el agua debe conducirse desde la base de la planta. Mientras que los musgos se consideran plantas no vasculares, los de Polytrichum muestran una clara diferenciación del tejido conductor de agua. Uno de estos tejidos conductores de agua se denomina síndrome, que constituye el cilindro central del tejido del tallo. Se compone de células con un diámetro relativamente amplio llamado hidroides, que conducen el agua. Este tejido es análogo al xilema en plantas superiores. El otro tejido se llama leptoma, que rodea el síndrome, contiene células más pequeñas y es análogo al floema.

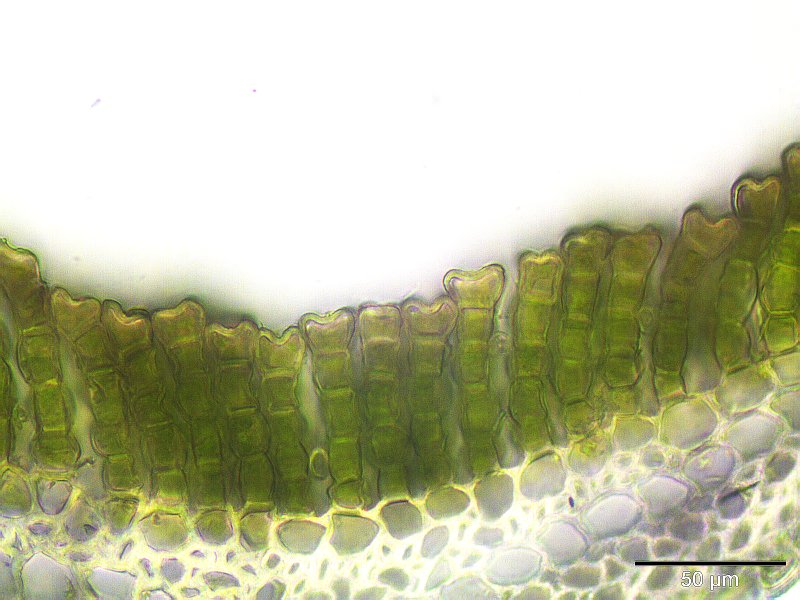
Corte transversal de una hoja de Polytrichum commune que muestra laminillas fotosintéticas paralelas con un aumento de 400x. Las células verdes contienen cloroplastos.

Otro rasgo característico del género es su laminilla fotosintética paralela en las superficies superiores de las hojas. La mayoría de los musgos simplemente tienen una única placa de células en la superficie de la hoja, pero las de Polytrichum tienen tejido fotosintético más altamente diferenciado. Este es un ejemplo de una adaptación xeromórfica, una adaptación para condiciones secas. El aire húmedo queda atrapado entre las filas de las laminillas, mientras que las células terminales más grandes actúan para contener la humedad y proteger las células fotosintéticas. Esto minimiza la pérdida de agua, ya que relativamente poco tejido está expuesto directamente al medio ambiente, pero permite un intercambio suficiente de gases para que se produzca la fotosíntesis. El microentorno entre las laminillas puede albergar varios organismos microscópicos, como hongos parásitos y rotíferos. Además, las hojas se curvarán y luego girarán alrededor del tallo cuando las condiciones se vuelvan demasiado secas, siendo esta otra adaptación xeromórfica. Se especula que los dientes a lo largo del borde de la hoja pueden ayudar en este proceso, o quizás también que ayudan a disuadir a los pequeños invertebrados de atacar las hojas.

## Clasificación
El género Polytrichastrum se separó de Polytrichum en 1971 según la estructura del peristoma (que controla la liberación de esporas). Sin embargo, los datos moleculares y morfológicos de 2010 respaldan el regreso de algunas especies a Polytrichum.